# Vilhelm II av Akvitanien
Vilhelm II av Akvitanien, död 926, var hertig av Akvitanien mellan 918 och 926.